# Лешница (Благоевград)
Лешница је насељено место у општини Сандански у области Благоевград, Бугарска. Према попису из 2021. године било је 698 становника.
Према бугарском географу и историчару, Василу Канчову, у Лешници је 1900. године живело 30 Турака и 25 Словена хришћана.
На попису из 2011 у Лешници је било 769 становника.
| Национални састав према попису из 2011.‍ | Национални састав према попису из 2011.‍ | Национални састав према попису из 2011.‍ | Национални састав према попису из 2011.‍ | Национални састав према попису из 2011.‍ |
| --------------------------------------- | --------------------------------------- | --------------------------------------- | --------------------------------------- | --------------------------------------- |
|                                         |                                         |                                         |                                         |                                         |
| Бугари                                  | Бугари                                  |                                         | 692                                     | 89,9%                                   |
| Роми                                    | Роми                                    |                                         | 23                                      | 2,9%                                    |